# Óhasi Hirosi
Óhasi Hirosi (大橋 浩司; Hepburn: Ohashi Hiroshi) (Iga, 1959. október 27. –) japán válogatott labdarúgó, később a japán női labdarúgó-válogatott szövetségi kapitánya is volt.